# (35725) Tramuntana
(35725) Tramuntana ist ein Asteroid des Hauptgürtels, der am 27. März 1999 von den spanischen Astronomen Ángel López Jiménez und Rafael Pacheco am Planetarium Mallorca (IAU-Code 620) in Costitx auf der Balearen-Insel Mallorca entdeckt wurde.
Benannt wurde er am 6. August 2003 nach der Serra de Tramuntana, einem Gebirgszug im Nordwesten Mallorcas. Gleichzeitig bezeichnet der Begriff den Tramuntana, einen kalten, oft böigen Wind aus nördlicher Richtung.